# Kosiba Maszatosi
Kosiba Maszatosi (小柴昌俊, nyugaton Masatoshi Koshiba) (Tojohasi, Japán, 1926. szeptember 19. – Tokió, 2020. november 12.) Nobel-díjas japán fizikus.

## Munkássága
A Tokiói Egyetemen végzett. A fizikai Nobel-díjat 2002-ben nyerte megosztva „az asztrofizikában elért úttörő eredményeikért, különös tekintettel a kozmikus neutrínók észlelésére”. Haláláig tanácsadó (Senior Counselor) volt az ICEPP-ben, valamint a Tokiói Egyetem nyugalmazott professzora volt.